# Boyceville, Wisconsin
Boyceville là một làng thuộc quận Dunn, tiểu bang Wisconsin, Hoa Kỳ. Năm 2006, dân số của làng này là 1043 người.